# Egipt na letnich igrzyskach olimpijskich
Egipt wystartował we wszystkich letnich IO od igrzysk w Antwerpii w 1920, oprócz igrzysk w Los Angeles w 1932 oraz igrzysk w Moskwie w 1980 roku (bojkot igrzysk). Ponadto na igrzyskach w Rzymie w 1960 roku, Egipt startował w ramach reprezentacji Zjednoczonej Republiki Arabskiej. 

## Klasyfikacja medalowa
| Igrzyska            | Złoto | Srebro | Brąz | Razem |
| ------------------- | ----- | ------ | ---- | ----- |
| 1912 Sztokholm      | 0     | 0      | 0    | 0     |
| 1920 Antwerpia      | 0     | 0      | 0    | 0     |
| 1924 Paryż          | 0     | 0      | 0    | 0     |
| 1928 Amsterdam      | 2     | 1      | 1    | 4     |
| 1936 Berlin         | 2     | 1      | 2    | 5     |
| 1948 Londyn         | 2     | 2      | 1    | 5     |
| 1952 Helsinki       | 0     | 0      | 1    | 1     |
| 1956 Melbourne      | 0     | 0      | 0    | 0     |
| 1960 Rzym           | 0     | 1      | 1    | 2     |
| 1964 Tokio          | 0     | 0      | 0    | 0     |
| 1968 Meksyk         | 0     | 0      | 0    | 0     |
| 1972 Monachium      | 0     | 0      | 0    | 0     |
| 1976 Montreal       | 0     | 0      | 0    | 0     |
| 1984 Los Angeles    | 0     | 1      | 0    | 1     |
| 1988 Seul           | 0     | 0      | 0    | 0     |
| 1992 Barcelona      | 0     | 0      | 0    | 0     |
| 1996 Atlanta        | 0     | 0      | 0    | 0     |
| 2000 Sydney         | 0     | 0      | 0    | 0     |
| 2004 Ateny          | 1     | 1      | 3    | 5     |
| 2008 Pekin          | 0     | 0      | 2    | 2     |
| 2012 Londyn         | 0     | 3      | 1    | 4     |
| 2016 Rio de Janeiro | 0     | 0      | 3    | 3     |
| 2020 Tokio          | 1     | 1      | 4    | 6     |
| Razem               | 8     | 11     | 19   | 38    |

### Według dyscyplin
| Dyscyplina           | Złoto | Srebro | Brąz | Razem |
| -------------------- | ----- | ------ | ---- | ----- |
| Podnoszenie ciężarów | 5     | 3      | 6    | 14    |
| Wrestling            | 2     | 3      | 3    | 8     |
| Karate               | 1     | -      | 1    | 2     |
| Boks                 | –     | 1      | 3    | 4     |
| Skoki do wody        | –     | 1      | 1    | 2     |
| Judo                 | –     | 1      | 1    | 2     |
| Szermierka           | –     | 1      | -    | 1     |
| Pięciobój nowoczesny | –     | 1      | -    | 1     |
| Taekwondo            | –     | -      | 4    | 4     |
| Razem                | 8     | 11     | 19   | 38    |

## Medaliści letnich igrzysk olimpijskich z Egiptu

### Złote medale
Ibrahim Mustafa (Zapasy, Amsterdam 1928)
As-Sajjid Nusajr (Podnoszenie ciężarów, Amsterdam 1928)
Chadr at-Tuni (Podnoszenie ciężarów, Berlin 1936)
Anwar Misbah (Podnoszenie ciężarów, Berlin 1936)
Mahmud Fajjad (Podnoszenie ciężarów, Londyn 1948)
Ibrahim Szams (Podnoszenie ciężarów, Londyn 1948)
Karam Dżabir (Zapasy, Ateny 2004)
Feryal Abdelaziz (Karate, Tokio 2020)

### Srebrne medale
Farid Simajka (Skoki do wody, Amsterdam 1928)
Salih Sulajman (Podnoszenie ciężarów, Berlin 1936)
Mahmud Hasan (Zapasy, Londyn 1948)
Atijja Hammuda (Podnoszenie ciężarów, Londyn 1948)
Osman El-Sayed (Wrestling, Rzym 1960)
Muhammad Ali Raszwan (Judo, Los Angeles 1984)
Muhammad Ali Rida (Boks, Ateny 2004)
Ala ad-Din Abu al-Kasim (Szermierka, Londyn 2012)
Karam Dżabir (Zapasy, Londyn 2012)
Abir Abdulrahman (Podnoszenie ciężarów, Londyn 2012)
Ahmed El-Gendy (Pięciobój nowoczesny, Tokio 2020)

### Brązowe medale
Farid Simajka (Skoki do wody, Amsterdam 1928)
Ibrahim Szams (Podnoszenie ciężarów, Berlin 1936)
Ibrahim Wasif (Podnoszenie ciężarów, Berlin 1936)
Ibrahim Urabi (Zapasy, Londyn 1948)
Abd al-Al Raszid (Zapasy, Helsinki 1952)
Abdel Moneim El-Gindy (Boks, Rzym 1960)
Muhammad as-Sajjid (Boks, Ateny 2004)
Ahmad Isma’il (Boks, Ateny 2004)
Tamer Bayoumi (Taekwondo, Ateny 2004)
Hiszam Misbah (Judo, Pekin 2008)
Abir Abdulrahman (Podnoszenie ciężarów, Pekin 2008)
Sara Ahmed (Podnoszenie ciężarów, Rio de Janeiro 2016)
Mohamed Ihab (Podnoszenie ciężarów, Rio de Janeiro 2016)
Hidaja Malak Wahba (Taekwondo, Rio de Janeiro 2016)
Giana Farouk (Karate, Tokio 2020)
Hidaja Malak Wahba (Taekwondo, Tokio 2020)
Seif Eissa (Taekwondo, Tokio 2020)
Muhammad Ibrahim as-Sajjid Ibrahim (Wrestling, Tokio 2020)